# 味美西本町
味美西本町（あじよしにしほんまち）は、愛知県春日井市にある地名。丁番を持たない単独町名である。

## 地理
春日井市西部に位置する。東は美濃町・味美町、西は西本町・上ノ町、南は西本町、北は味美上ノ町に接する。

## 歴史

### 沿革
- 1948年（昭和23年） - 春日井市味美の一部により、同市味美西本町として成立[1]。
- 1969年・1970年・1973年（昭和44年・45年・48年） - 一部が中野町・西本町・花長町・上ノ町・味美白山町に編入される[1]。

## 世帯数と人口
2019年（平成31年）4月1日現在の世帯数と人口は以下の通りである。
| 町丁       | 世帯数  | 人口  |
| ---------- | ------- | ----- |
| 味美西本町 | 217世帯 | 449人 |

### 人口の変遷
国勢調査による人口の推移
| 1995年（平成7年）  | 400人 | [ 7 ]  |  |
| 2000年（平成12年） | 383人 | [ 8 ]  |  |
| 2005年（平成17年） | 395人 | [ 9 ]  |  |
| 2010年（平成22年） | 421人 | [ 10 ] |  |
| 2015年（平成27年） | 416人 | [ 11 ] |  |

## 学区
市立小・中学校に通う場合、学区は以下の通りとなる。また、公立高等学校に通う場合の学区は以下の通りとなる。
| 番・番地等 | 小学校               | 中学校               | 高等学校 |
| ---------- | -------------------- | -------------------- | -------- |
| 全域       | 春日井市立味美小学校 | 春日井市立味美中学校 | 尾張学区 |

## 交通
- 愛知県道59号名古屋中環状線 - 町域南部を東西に通過
- 愛知県道62号春日井稲沢線 - 町域北部を東西に通過
- 愛知県道102号名古屋犬山線（木曽街道） - 町域中央を南北に通過
- 名古屋鉄道（名鉄）小牧線 - 町域東端を南北に通過

## 施設
- 昭和自動車学校北緯35度14分22秒 東経136度56分10.5秒 / 北緯35.23944度 東経136.936250度

## その他

### 日本郵便
- 郵便番号 : 486-0967[4]（集配局：春日井郵便局[14]）。